# Marquesado de Villar del Tajo
El Marquesado de Villar del Tajo es un título nobiliario español, creado el 5 de septiembre de 1689 por el rey Carlos II a favor de Antonio de Zamudio y de las Infantas, general del Mar del Sur, alcalde de Lima (Perú), caballero de la Orden de Santiago.
Este Título fue rehabilitado en 1921 por el rey Alfonso XIII, a favor de Jerónimo Villalón-Daoiz y Halcón, caballero maestrante de la Real de Sevilla y diputado, quien había sido el propietario de la Peña del Moro en Morón de Frontera, donde en 1916 se construyó un paseo dedicado al Gallo de Morón. 
Fue hermano del poeta Fernando Villalón-Daoiz y Halcón, conde de Miraflores de los Ángeles, cuyo título sucedió a la muerte de este en 1930. En 1943 fue condenado a 12 años de reclusión menor por el Tribunal de Represión de la Masonería y el Comunismo.
El Título recayó, el dos de marzo de 1983, en ejecución de sentencia, a favor de su primo hermano —por parte de padre y madre— Manuel Halcón y Villalón-Daoiz, escritor, periodista y político español, hijo de los marqueses de San Gil. 

## Marqueses de Villar del Tajo
|                                 | Titular                               | Periodo                |
| Creación por Carlos II          | Creación por Carlos II                | Creación por Carlos II |
| ------------------------------- | ------------------------------------- | ---------------------- |
| I                               | Antonio de Zamudio y de las Infantas  | 1689-1730              |
| II                              | Martín Zamudio de las Infantas        | 1730-?                 |
| III                             | Andrés de Mena y Zamudio              |                        |
| Rehabilitación por Alfonso XIII |                                       |                        |
| IV                              | Jerónimo Villalón-Daoiz y Halcón      | 1921                   |
| V                               | Manuel Halcón Villalón-Daoíz          | 1983-1993              |
| VI                              | María de los Dolores Halcón y Borrero | 1993-2017              |
| VII                             | Julio de Heredia y Halcón             | 2017-                  |

## Historia de los Marqueses de Villar del Tajo
- Antonio de Zamudio y de las Infantas (n. en 1661), I marqués de Villar del Tajo. Le sucedió su hermano.

- Martín Zamudio de las Infantas. Le sucedió su nieto.

- Andrés de Mena y Zamudio.

Rehabilitado en 1921 por:
- Jerónimo Villalón-Daoiz y Halcón, IV marqués de Villar del Tajo, IX conde de Miraflores de los Ángeles

1. Casó con María Teresa Sánchez de Ibargüen y Villalón-Daoiz.

La Carta de Sucesión fue revocada, en beneficio de tercero de mejor derecho, a favor de su primo Manuel Halcón y Villalón-Daoiz, hijo de los Marqueses de San Gil, escritor, periodista y político, miembro de la Real Academia Española, miembro del Consejo Privado del Conde de Barcelona, procurador de Cortes, Premio Mariano de Cavia (1940), Premio Nacional de Literatura (1960). 
Casó el 31 de mayo de 1921, con María Rosa Borrero Carrasco, sucediendo en el título, el 1 de septiembre de 1993, su hija: 
- María de los Dolores Halcón Borrero, marquesa de Villar del Tajo, marquesa viuda de Prado.

1. Casó con Julio de Heredia y Albornoz, Coronel de Caballería, Ayudante de Campo de S.M. el Rey don Juan Carlos I, marqués de Bedmar (grande de España), marqués de Prado, hijo de Alonso de Heredia y del Rivero, XIV marqués de Bedmar, XI marqués de Escalona, XIII marqués de Prado, XII conde de Óbedos y de Isabel de Albornoz Martel Portocarrero y Arteaga.

Son sus hijos:
1. Julio de Heredia y Halcón, marqués de Bedmar
2. Manuel de Heredia y Halcón, marqués de Prado.